# If (CHAGE and ASKAの曲)
「if」（イフ）は、CHAGE&ASKA（現：CHAGE and ASKA）の楽曲。自身の29作目のシングルとして、ポニーキャニオンから1992年7月1日に発売された。

## 背景・チャート成績
1992年11月に発売されたアルバム『GUYS』の先行シングル。自身のシングルは1992年3月に再発売された「WALK」と「LOVE SONG」以来で:388,400、かつ新曲を収録したシングルが発売されたのは「SAY YES」以来となる約1年ぶりの作品である。
オリコンによる累計売上枚数は108.3万枚を記録し、「SAY YES」以来となる2作目のミリオンセラーとなった。

## 収録曲
| #         | タイトル                        | 作詞      | 作曲      | 編曲      | 時間  |
| --------- | ------------------------------- | --------- | --------- | --------- | ----- |
| 1.        | 「if」                          | 飛鳥涼    | 飛鳥涼    | 十川知司  | 5:33  |
| 2.        | 「CRIMSON」                     | CHAGE     | CHAGE     | 村上啓介  | 5:32  |
| 3.        | 「if （オリジナル・カラオケ）」 |           | 飛鳥涼    | 十川知司  | 5:31  |
| 合計時間: | 合計時間:                       | 合計時間: | 合計時間: | 合計時間: | 16:36 |

## 楽曲解説
1. if
CHAGEとASKA出演のパナソニック「シェルロック」CMソング。
当初、ASKAはアルバム『GUYS』に収録する際にシングルバージョンのまま収録しようと考えていたが、アルバムの世界観に統一させることで新たにレコーディングを行っている[3]:181。アルバムを発売する時点では既発曲であったが、仮タイトルが「M-6」と付けられていた[3]:181。前述の通り、売上枚数が100万枚以上を記録していたことから、ASKAは『GUYS』を買ったリスナーがアレンジをどんな風に受け止めるか恐怖感があったという[3]:181。
シングル盤に収録されているバージョンのアレンジは十川知司が担当しているが、『GUYS』に収録されているバージョンはジェス・ベイリーがアレンジを担当している[注釈 2]。『GUYS』のバージョンを制作する際にASKAとジェスは意見の食い違いが起きていたが、最終的に「アルバムは一曲、一曲の集まりだから、一曲で違和感を持たれるのは嫌なんだ」「前のアレンジが良かったと印象づけると意味がない」というASKAの意見にジェスが納得して、現在のアレンジとなっている[3]:134,195-196。CHAGEも自身の歌唱パートのレコーディングに3日間を要したという[2]。なお、ミュージック・ビデオでは、『GUYS』に収録されたバージョンが収録されている。
2. CRIMSON
「if」と同様、『GUYS』に収録する際はアルバムの世界観に合わせて収録されている。特にミックスをやり直して、ギターのパートを新たにレコーディングし直している[2]。
シングル・バージョンは本作のみの収録。
後にCHAGEが1998年発売のソロ名義によるアルバム『2nd』にてシークレット・トラックとしてセルフカバー。
3. if （オリジナル・カラオケ）

## 収録アルバム
国内盤
- GUYS (#1,#2)※アルバム・ヴァージョン
- Yin&Yang (#2)※アルバム・ヴァージョン
- SUPER BEST BOX SINGLE HISTORY 1979-1994 AND Snow Mail (#1)
- THE STORY of BALLAD II (#1)
- CHAGE and ASKA VERY BEST NOTHING BUT C&A (#1)

海外盤
- GREATEST HITS (#1)

## カバー作品
if
- THE RANKIN FILE PROJECT （1992年、カバー・アルバム『ENGLISH COVERVERSION IN HIT POPS 1』）
- 14カラット・ソウル（14 Karat Soul） （1994年、カバー・アルバム『TRANSPACIFIC』）